# Net Yaroze

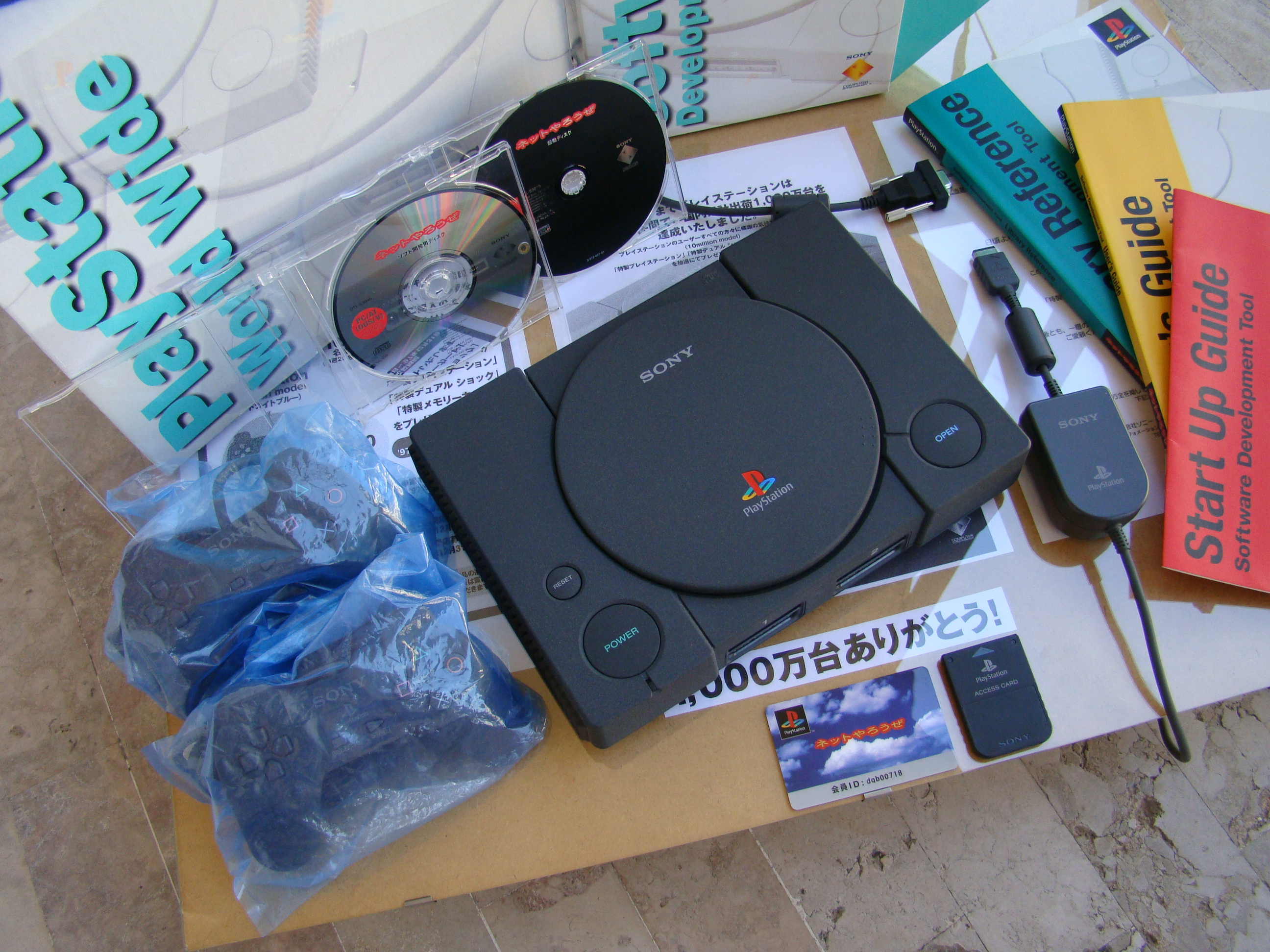
Net Yaroze s vývojářskými nástroji

Net Yaroze (japonsky ネットやろうぜ, Netto Jaróze, anglicky Let's create, česky Pojďme tvořit) je vývojářský kit s příslušenstvím pro herní konzoli PlayStation. Vyšla v roce 1997 jako podpora pro nadšence, kteří uměli programovat.
Jaróze v překladu znamená „Pojďme do toho společně!“.
Net Yaroze s příslušenstvím stála okolo 750 dolarů a obsahovala speciálně upravenou ladící konzoli PlayStation v černé barvě bez regionálního zámku s dokumentací a softwarem. Princip byl takový, že uživatel na počítači (IBM-PC kompatibilní nebo Macintosh) napsal a zkompiloval kód a poslal program do konzole.

## Verze
I když Net Yaroze neměla regionální zámek a teoreticky mohla být použita po celém světě, existovaly tři varianty. Jedna pro Japonsko, druhá pro Severní Ameriku a třetí pro Evropu a Austrálii. Evropská/Australská verze se zaváděla v PAL režimu a ostatní dvě v NTSC módu. Další rozdíl byl, že manuál pro japonskou verzi byl v japonštině, ostatní verze v angličtině. Extra přibalení měla japonská verze, jelikož obsahovala software také pro NEC PC-9801, který byl v Japonsku hojně rozšířený. Japonské verze byly někdy oficiálně označovány místo DTL-3000 jako DTL-H3000.
Net Yaroze byla pouze na objednávku přes email, takže nebyla volně k prodeji v kamenných obchodech. Sony také několik kusů dodala univerzitám v Spojeném království, Francii a Japonsku.
Evropská verze Net Yaroze balíčku obsahovala následující předměty:
- 1× konzoli PlayStation "Net Yaroze" v černé barvě
- 2× gamepad pro PlayStation v černé barvě
- 1× napájecí kabel
- 1× AV kabel
- 1× evropský AV adaptér
- 1× zaváděcí disk Net Yaroze na CD disku v zelené barvě.
- 1× CD disk s vývojářskými softwarovými nástroji pro PC
- 1× paměťová karta v černé barvě (vyžadována pro zavedení konzole v ovládacím-kontrolovaném režimu)
- 1× komunikační kabel pro propojení konzole a počítače skrze sériový port.
- 3× manuál ("Začínáme", "Uživatelská příručka", "Příručka programovacího jazyka")

## Vytvořené hry
Mnoho her od nadšenců vytvořených právě pomocí Net Yaroze se objevovalo na demo discích přibalených k časopisu PlayStation Official Magazine ve Spojeném království.[zdroj?]

## Systémové požadavky
Abyste mohli provozovat Net Yaroze, Váš počítač musel splňovat následující požadavky:
| Operační systém    | DOS nebo Mac OS                   |
| Procesor           | 66 MHz                            |
| Operační paměť     | 4 MB                              |
| Pevný disk         | 10 MB volného místa               |
| Grafika            | Monitor s podporou SVGA rozlišení |
| Rychlost připojení | 30 kb/s                           |